# Daniel Riquelme
Daniel Riquelme Venegas (Santiago, 1857-Lausana, Suiza; 9 de agosto de 1912) fue un escritor, periodista y cronista chileno.

## Biografía

### Vida familiar y estudios
Fue hijo de José Riquelme Oróstegui, el primer taquígrafo que hubo en Chile, y de Bruna Venegas García, profesora de música. Fue hermano menor de Ernesto Riquelme Venegas. En 1865, su padre murió y su madre se hizo cargo de su educación. Estudió en el Instituto Nacional de Santiago y derecho en la Universidad de Chile, que posteriormente abandonó.
Enfermo de tuberculosis, viajó a París y luego pasó a Suiza. Acabó falleciendo en Lausana en 1912. Sus restos permanecieron allí hasta 1942, cuando fueron arrojados a una fosa común. En la actualidad, se desconoce el lugar preciso en que descansa.

### Carrera como escritor
Se inició como cronista sobre diversos temas en las revistas santiaguinas y luego se dedicó al periodismo. En 1876 ingresó a la administración pública, sirviendo como oficial auxiliar del Ministerio de Hacienda bajo el gobierno del presidente Aníbal Pinto. Como funcionario público, integró la comitiva civil que acompañó al Ejército chileno durante la Guerra del Pacífico, y aprovechó su estancia en el frente de guerra para trabajar como corresponsal de El Heraldo de Santiago, diario que publicó sus crónicas desde noviembre de 1880 hasta junio de 1881.
En 1885 publicó sus Chascarrillos militares, donde relató sus experiencias en el frente de guerra, apelando a géneros como el cuento, el chiste y el cuadro de costumbres. El libro fue corregido, aumentado y republicado en la obra que lo hizo famoso: Bajo la tienda (1888).
Entre 1887 y 1891, escribió cuentos, crónicas y artículos de costumbres para el diario La Libertad Electoral bajo el seudónimo con el que se hizo popularmente conocido: Inocencio Conchalí. De esta época destacan sus retratos urbanos y bohemios del Santiago de fines del siglo XIX, legando caracterizaciones de las calles Huérfanos, Merced y Recoleta, donde transcurrió gran parte de su vida. En sus escritos, se combinan las técnicas del naciente modernismo con las primeras metáforas y dichos de sabor criollo, lo que se convirtió en un aporte a la prosa chilena del siglo XIX, que aprovecharon posteriormente escritores como Baldomero Lillo Figueroa y Olegario Lazo Baeza. Tras la caída de Balmaceda, continuó colaborando con sus escritos periódicamente, aunque abandonó la escritura de tema ligero y adornada de estilo para dedicarse a la divulgación de distintos acontecimientos históricos, tarea que continuó durante sus años en El Mercurio de Santiago hasta 1911, cuando abandonó la escritura.

## Obra
Además de su registro de la Guerra del Pacífico, Riquelme retrató la vida política y social de Santiago de fines del siglo XIX por medio de artículos costumbristas, crónicas de actualidad, cuentos y relatos breves. En la última etapa de su trayectoria como autor, se dedicó a escribir una extensa obra de divulgación histórica, donde propuso una relectura de ciertos relatos fundacionales de la nación. 
- Chascarillos militares (1885)
- Bajo la tienda (compilación de sus crónicas de guerra, chascarros y anécdotas en el diario El Heraldo, 1888)
- La Revolución del 20 de abril de 1851 (1893)
- El incendio de la iglesia de la Compañía: el 8 de diciembre de 1863 (1893)
- Compendio de historia de Chile (1899)
- El terremoto del señor de mayo (1905)